# 10 أشياء أكرهها بشأنك (مسلسل)
مسلسل  10 أشياء أكرهها بشأنك (بالإنجليزية: 10 Things I Hate About You) مدة كل حلقة منه حوالي نصف ساعة تقريبا. قصة المسلسل مأخوذة من فيلم 10 أشياء أكرهها بشأنك

## أبطال المسلسل
- لينزي شو بدور كات ستراتفورد
- ميغان جيت مارتن بدور بيانكا ستراتفورد
- لاري ميللر بدور د.والتر ستراتفورد
- إثان بيك بدور باتريك فيرونا
- نيكولاس بروان بدور كاميرون جيمس
- دانا ديفس بدور تشاستيتي تشرتش
- كايل كابلان بدور مايكل برنستاين
- كريس زيلكا بدور جوي دونر
- جولين بوردي بدور مانديلا
- آلي غونينو بدور ميشيل
- جستين لي بدور تشارلي وو

## الحلقات
|              | الحلقات | العرض الأول   | العرض الأخير            |
| الموسم الأول | 4       | 07 يوليو 2009 | لم يتم الاعلان عنها بعد |
| ------------ | ------- | ------------- | ----------------------- |

## روابط خارجيه
- الموقع الرسمى
- 10 أشياء أكرهها بشأنك على موقع IMDb (الإنجليزية)
- 10 أشياء أكرهها بشأنك على موقع ميتاكريتيك (الإنجليزية)
- 10 أشياء أكرهها بشأنك على موقع روتن توميتوز (الإنجليزية)
- 10 أشياء أكرهها بشأنك على موقع فيلمافينيتي (الإسبانية)
- 10 أشياء أكرهها بشأنك على موقع كينوبويسك (الروسية)
- 10 أشياء أكرهها بشأنك على موقع ألو سيني (الفرنسية)
- 10 أشياء أكرهها بشأنك على موقع قاعدة بيانات الفيلم (الإنجليزية)